# ۱۹۴۲: یک داستان عاشقانه
«۱۹۴۲: یک داستان عاشقانه» (انگلیسی: 1942: A Love Story) فیلمی هندی است که در سال ۱۹۹۴ منتشر شد. از بازیگران آن می‌توان به آنیل کاپور، جکی شروف، مانیشا کویرالا و انوپم کهیر اشاره کرد.